# 格雷特姆
格雷特姆是德国下萨克森州的一个市镇。总面积16.35平方公里，总人口673人，其中男性321人，女性352人（2011年12月31日），人口密度41人/平方公里。